# 張偉業
張偉業，香港政治人物。2003年代表民主黨參與2003年香港區議會選舉（大埔寶雅區），但未當選（得票1,267)。2004年加入民主派政團前綫及職工盟，與大埔區議員區鎮樺創立「前綫大埔及北區工作隊」，並擔任義務總幹事。2007年當選前綫執行委員會委員，2008年11月23日，前綫通過與民主黨合併後，張偉業未有跟隨轉投民主黨。

## 社會公職
- 2009 – 2011 　　北區區議會增選委員
- 2006 – 2007 　　西貢區議會增選委員
- 2004 – 2006　　大埔區議會增選委員
- 2004 – 2006　　民政事務總署焦點小組成員

## 曾經或現時參與的義務社會服務
- 粉嶺居民權益會　　主席
- 一鳴路工程監察組　召集人